# Condrița
Condriţa est une commune de la municipalité de Chișinău au centre de la Moldavie.
Sa population était de 595 habitants en 2014.
Le monastère de Saint-Nicolas de Condrița est un monastère orthodoxe de moines, fondé au XVIIIe siècle. Bien que sa fondation soit parfois considérée comme remontant à 1616, les premières preuves documentaires suggèrent une fondation vers 1783. Le site comprend des cellules monastiques et deux églises, l'une dédiée à Saint Nicolas, l'autre (qui comprend une grande crypte) à la dormition de la Mère de Dieu. Dépendant à l'origine du monastère de Căpriana (en) en tant que maison mère, il est devenu indépendant en 1918. Fermé à l'époque communiste, il a rouvert ses portes en 1993